# Lejzer Zamenhof
Ludwik Lejzer Zamenhof (Pools: Ludwik Łazarz Zamenhof, Eliezer Lewi Samenhof; Esperanto: Ludoviko Lazaro Zamenhof; Nederlands ook wel: Lodewijk Lazarus Zamenhof) (Białystok, 15 december 1859 – Warschau, 14 april 1917) was een in Polen geboren oogarts van Joodse origine, polyglot en filoloog maar werd vooral bekend als de grondlegger van de internationale hulptaal Esperanto. De naam van deze taal komt van zijn pseudoniem Dr. Esperanto.
Hij was de zoon van Mordechai Mark Zamenhof en Rozalia Zofer. Zijn moedertalen waren Russisch, Jiddisch en Pools (volgens biografen A. Zakrzewski, E. Wiesenfeld) maar hij sprak ook vloeiend Duits. Later leerde hij Frans, Latijn, Grieks, Hebreeuws en Engels, hij had ook interesse in Italiaans, Spaans en Litouws. Hij werd 12 maal voorgedragen voor de Nobelprijs voor de vrede. Ter gelegenheid van de 100-jarige herdenking in 2017 van de dood van Zamenhof, heeft UNESCO Zamenhof, samen met nog honderd andere persoonlijkheden, uitgeroepen als een verdienstelijke internationale persoonlijkheid. Er zijn veel straten naar hem genoemd.

## Biografie

### Geboorteplaats
Zamenhofs geboorteplaats Białystok is tegenwoordig een Poolse stad die destijds deel uitmaakte van de Litouwse provincie van het Russische Tsarenrijk. Zamenhof zelf sprak later over Litouwen als zijn 'geliefde vaderland' en hij heeft er nooit blijk van gegeven dat hij het lastig vond een Russische, Poolse, Litouwse en joodse identiteit te combineren. Er waren in deze stad veel etnische conflicten. Van de dertigduizend inwoners die Białystok op dat moment telde, was ongeveer tien procent van Poolse, zeventien procent van Duitse, dertien procent van Russische en zestig procent van Joodse afkomst. Door deze verscheidenheid werden in Białystok veel verschillende talen gesproken: Duits domineerde in de open wijken, Pools werd gebruikt in de intellectuele kringen, Jiddisch was de taal van de handel en commercie, boeren spraken vaak Wit-Russisch en de officiële taal was Russisch. Zamenhof – zelf een meertalige jood – voelde zich op jonge leeftijd al aangetrokken tot dit probleem. Hij concludeerde dat miscommunicatie de oorzaak was van de ellende in zijn dorp en wilde een taal maken die iedereen in zijn stad kon verstaan.

### Familie
Zamenhof werd geboren als eerste zoon van Mordechai Mark Zamenhof en Rozalia Sofer. Hij had twee zussen, Fania en Augusta, en drie broers, Felix, Hendrik en Leon. Toen Lejzer een jaar oud was, kreeg hij nog een zus genaamd Sara, maar die overleed op tienjarige leeftijd. Hij had ook nog een jonger broertje en zusje, Alexander en Ida. Zamenhofs oudste broers zouden later allemaal zijn taal leren en erin publiceren. Ze kozen ook alle drie een medisch beroep. Felix werd apotheker, Hendrik huidarts en Leon keel-neus-oorarts. Ook overleden ze alle drie, net als hun broer, oudere zussen en hun moeder rond hun 60e aan een hartaanval. De jongste zoon Alexander studeerde ook medicijnen en bouwde een praktijk op als huisarts. In 1914 werd hij gemobiliseerd door het Russische leger. Twee jaar later pleegde hij waarschijnlijk zelfmoord.

### Studie

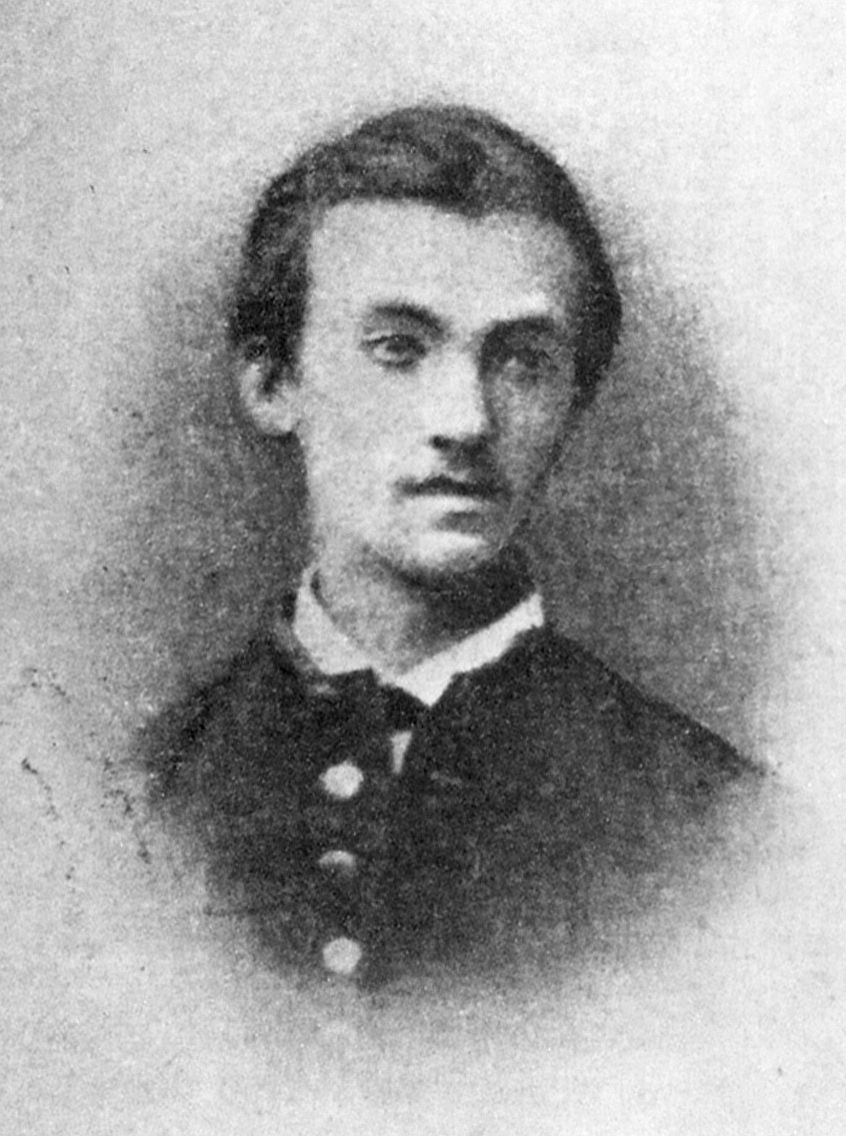
Zamenhof in 1879, als negentienjarige

Als 13-jarige jongen verhuisde Zamenhof met zijn ouders naar Warschau, waarschijnlijk omdat de vader daar een betere betrekking kon krijgen. Hij bezocht daar het gymnasium. Maar al vóór die verhuizing kreeg Lejzer het idee dat de verhoudingen tussen de verschillende volkeren in Rusland zo slecht waren dat er een radicale oplossing moest komen – dat hij moest streven naar een vrijplaats waar verschillen in taal, cultuur en religie er niet toe deden. Kort daarna begon Zamenhof aan zijn taalproject en vier jaar later (in 1878) presenteerde hij een eerste ontwerp aan zijn medestudenten. In hetzelfde jaar behaalde Zamenhof zijn gymnasiumdiploma, waarna hij medicijnen ging studeren in Moskou. Hij raakte daar betrokken bij Joodse studentengroepen die discussieerden over het lot van de Joden en de manieren om dat te verbeteren.
Op verzoek van zijn vader liet hij zijn Lingwe Uniwersala in Polen achter om te voorkomen dat het zijn carrière in de weg zou staan. Na 2 jaar kwam hij terug in Warschau en bleek dat Zamenhofs vader alle papieren had verbrand. Reden daarvoor was de angst dat ze bij een pogrom (een uitbraak van Jodenvervolging) gevonden zouden worden en als verdacht werden beschouwd. In Warschau waar hij zijn studie voortzette, begon Zamenhof aan een nieuw ontwerp te werken. Zijn vroegere ideeën werden nu beter doordacht en hij begon ook in het Esperanto te vertalen.
Nadat Zamenhof zijn doctorstitel in de medicijnen had behaald, ging hij zich specialiseren in de oogheelkunde. Geld om een boek uit te geven, bezat hij in die jaren niet. Daarin kwam verandering toen hij Klara Silbernik, zijn toekomstige vrouw leerde kennen. Haar vader was zeepfabrikant die geïnteresseerd bleek in de ideeën van zijn toekomstige schoonzoon. Hij gaf aan zijn dochter een aardige bruidsschat mee, waardoor Zamenhof nog in het jaar van zijn huwelijk 1887 een boekje kon uitgeven ter kennismaking met de door hem ontworpen taal, die hij 'Internationale Taal' noemde.

### Jodendom en zionisme
Zamenhof was afkomstig uit een Joods gezin. Zijn vader was niet gelovig joods en werd als atheïst gezien terwijl zijn moeder vroom gelovig joods was. Zamenhof heeft weinig over zijn geloof geschreven. Hij heeft zijn hele leven nagedacht over onderwerpen zoals geloof, hij las ook verschillende wetenschappelijke en filosofische werken maar dit veranderde weinig voor hem. Tijdens zijn puberteit maakte hij een kortstondige crisis door, maar hij beweerde altijd in God geloofd te hebben, alleen zijn geloof nooit in het openbaar te hebben beleden. De Japanse Esperantist Kanzi Itô constateert dat hij de waarheid sprak. Voor sommigen is het Esperanto al snel een symbool van het socialisme geworden en gebonden aan vrijdenkerij en atheïsme, voor Zamenhof zelf hield zijn vinding veel meer verband met zijn worsteling met de joodse godsdienst en de identiteit die aan die godsdienst verbonden was.
Zamenhof sprak waarschijnlijk veel Jiddisch, al vermeldde hij dit meestal niet. Toch is het wel uit zijn taal af te leiden: de verzameling medeklinkers van het Esperanto is precies gelijk aan die van het Litouwse Jiddisch van die tijd, inclusief klanken als tsj (ĉ), zj (ĵ) en ch (ĥ). Bovendien ontwierp Lejzer in zijn jonge jaren een systeem om het Jiddisch met Latijnse letters te schrijven in plaats van Hebreeuwse. In dat systeem bedacht Zamenhof voor die uitzonderlijke klanken eenzelfde spellingsoplossing als later voor het Esperanto. Die klanken lagen hem waarschijnlijk 'goed in de mond'.
Op eerste en tweede kerstdag van 1881 braken er antisemitische rellen los in de Poolse hoofdstad Warschau. Binnen twee dagen werden honderden Joodse winkels en huizen kort en klein geslagen. Zamenhof schreef in het Russisch een verslag over het geweld voor het Russisch-Joodse weekblad Rassvet, dat was een van zijn vroegst bewaarde publicaties. In de stad ontstond onder de Joden aanhang voor het zionisme. In januari en februari 1882, vlak na de pogroms schreef Zamenhof in de Rassvet een serie artikelen onder de titel "Wat moeten we nu doen?". In die artikelen gaf hij alle hoop op assimilatie op. Er was maar één oplossing: de Joden moesten een eigen land krijgen. Vele Joden meenden dat in het Ottomaanse Palestina de staat gesticht moest worden, Zamenhof zag dat eerst niet zitten maar veranderde later van mening en vond ook dat het daar moest gebeuren. Al snel richtte Zamenhof een zionistische jongerenbeweging op met de Hebreeuwse naam Sjeërit-Jisrael (Israëls overblijfsel), een uitdrukking die gebruikt werd door de profeten in zinnen als "voorzeker zal ik Israëls overblijfsel vergaderen" (Micha 2:12). Sjeërit-Jisrael was de eerste zionistische beweging in Warschau, en een jongerenafdeling van de grote en invloedrijke beweging Chibat-Zion (liefde voor Zion). Hoewel zionisme in Rusland verboden was lukte het Zamenhof toch om honderden leden te werven.
Jaren later verloor Zamenhof zijn interesse in het zionisme. De Joden hadden volgens hem te weinig met elkaar gemeen om nog in één land te kunnen gaan wonen.

## Zamenhof en Esperanto

### Idee
Op het gymnasium had Zamenhof kennisgemaakt met het Latijn en het Grieks. Eerst dacht hij dat misschien een van deze talen de rol van internationale taal zou kunnen vervullen. Maar bij nader onderzoek bleek hem dat de klassieke talen, met hun ingewikkelde grammatica, voor algemeen gebruik ongeschikt waren. Anderzijds had de ervaring in zijn geboorteplaats Bialystok hem geleerd dat de keuze van een nationale taal ook niet tot een aanvaardbare oplossing zou leiden. Bij zijn eerste taalontwerpschetsen poogde Zamenhof een taal te maken met woorden die hij uit slechts enkele letters samenstelde. Deze korte woorden bleken, net als in het hem nog onbekende Volapük, echter moeilijk te leren en nog moeilijker te onthouden. Zamenhof begreep al spoedig dat langs deze gekunstelde weg de oplossing niet kon worden gevonden.
Bij zijn studie van het Engels viel hem de eenvoud van de grammatica op, zeker in vergelijking met het Latijn en het Grieks. Hij begreep dat de grote verscheidenheid aan grammaticale vormen in het Latijn en Grieks slechts aan historische toevalligheden te danken was, maar dat deze vormenrijkdom voor het functioneren van een taal niet noodzakelijk is. Hij ging na, wat er van die vormen gemist zou kunnen worden, en hield ten slotte een grammatica over die slechts een paar bladzijden in beslag nam. De woorden voor de nieuwe taal meende hij in de eerste plaats te moeten kiezen uit de Romaanse en Germaanse woordenschat, daar die talen in het wereldverkeer de grootste rol speelden. Wel plaatste hij de woorden in een door hem ontwikkeld systeem om een maximum aan regelmatigheid te verzekeren. Voor een internationale taal achtte hij regelmatigheid van het hoogste belang. Ook bemerkte hij dat een groot aantal woorden al internationaal bekend waren. Woorden zoals: 'doctor', 'telefoon', 'conversatie', 'visite', 'nationaal', enz. Van die grote gemeenschappelijke woordenschat besloot hij gebruik te maken. Maar wat te doen aan de dikke woordenboeken met hun honderdduizenden woorden?
Lange tijd studeerde de jonge Zamenhof erop om dit probleem tot een oplossing te brengen. Hij zat al in de laatste klas van het gymnasium toen hem wat achtervoegsels opvielen die in staat waren op een redelijk systematische manier nieuwe begrippen uit basiswoorden te vormen. Zoals ook in het Nederlands bij de woorden: 'wassen'-'wasserij', 'bakken'-'bakkerij', 'smeden'-'smederij', 'stomen'-'stomerij'. In dit geval geeft het achtervoegsel '-erij' de plaats aan waar dat gebeurt, waarnaar het werkwoord verwijst. Dit zou een oplossing kunnen zijn om van één woord vele andere, nieuwe woorden te vormen. Hij begreep de grote betekenis van dit inzicht en ging na welke voor- en achtervoegsels op deze wijze in de nationale talen gebruikt worden.

### Publicatie 1887

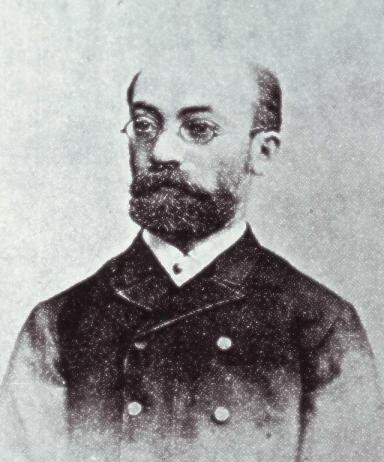
Zamenhof in 1891

Nadat Zamenhof in 1885 als arts was afgestudeerd, probeerde hij voor zijn taal een uitgever te vinden. Niemand durfde echter het risico aan. Ten slotte besloot hij zijn ontwerp zelf uit te geven. En zo verscheen in 1887 het eerste leerboek onder de naam "Internationale Taal: Voorwoord en Volledig leerboek door Dr. Esperanto'. Dat hij zijn project onder het pseudoniem Dr. Esperanto ("hij die hoopt') liet verschijnen, kwam door zijn vrees dat een mogelijke mislukking zijn reputatie als oogarts kon schaden. Het eerste leerboek bevatte een samenvattende grammatica met 16 basisregels, 900 stamwoorden, enige vertalingen, zoals het Onze Vader, een fragment uit de Bijbel, vertaalde en zelf geschreven gedichten, en een brief. Het boekje werd toegezonden aan honderden personen en dagbladen in vele landen. Het was echter geen gunstige tijd om dit nieuwe project te doen verschijnen. De wereld was nog vol van de verwachtingen over het Volapük. Toen in 1889 de neergang van deze taal onherroepelijk werd, was men niet direct bereid een ander ontwerp met enthousiasme te begroeten. Men was teleurgesteld en had het vertrouwen in de mogelijkheid van een genormaliseerde internationale taal verloren.
Slechts na verloop van tijd kwamen bij Zamenhof de eerste reacties uit verschillende landen binnendruppelen. Het waren brieven met bewondering voor zijn systeem, sommige ook met voorstellen hier en daar iets te wijzigen. Toen de teleurstelling over het Volapük wat was gezakt, kreeg Zamenhof steeds meer volgelingen. In vele landen werden propagandaclubs opgericht. Vele voormalige aanhangers van het Volapük liepen over naar het Esperanto, zoals de nieuwe taal werd genoemd. In het begin hadden de esperantisten alleen door correspondentie contact met elkaar. Het waren slechts toevallige buitenlandse bezoekers die het mondeling gebruik van de taal mogelijk maakten. En het reizen naar het buitenland had in die dagen nog niet de omvang van het huidige toeristenverkeer. Integendeel: een buitenlandse reis was een gebeurtenis waar nog lang over werd nagepraat.
De ervaringen met het schriftelijk gebruik van de taal waren uitstekend, en ook het mondeling gebruik leek geen moeilijkheden op te leveren. Maar hoe zou het zijn als de taal in groter verband en door meer nationaliteiten tezamen zou worden toegepast? Een internationaal congres zou het antwoord moeten geven op die vraag.

### Uitbreiding in West-Europa

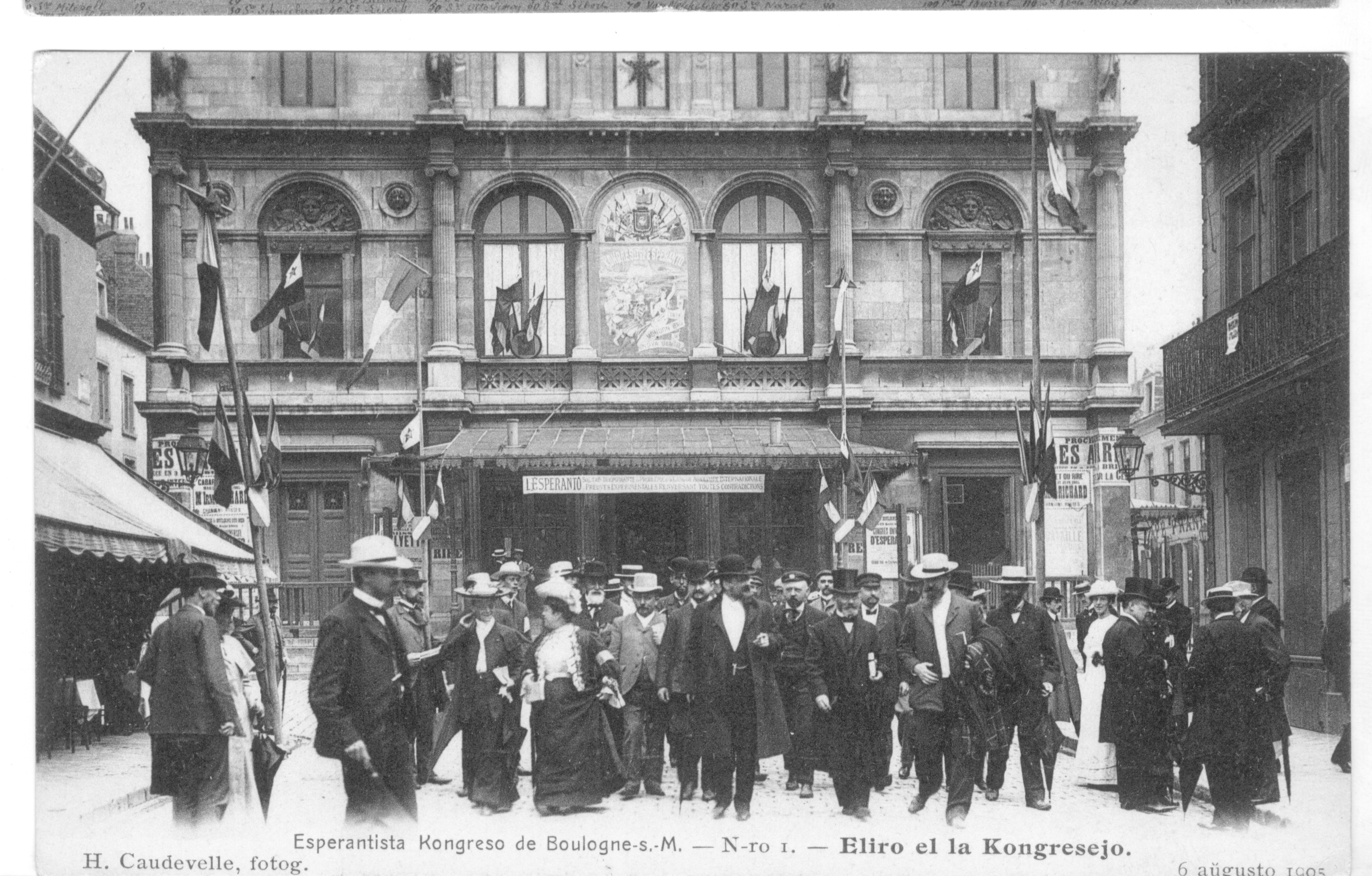
Congres in Boulogne 1905: de deelnemers met Zamenhof verlaten het congresgebouw

In 1905 kwam die kans. De Franse esperantisten nodigden hun buitenlandse collega's uit voor een internationaal congres in Boulogne-sur-Mer. Vol verwachting reisde men naar de congresstad. Zou de taal op grotere schaal aan de verwachtingen voldoen? Maar nog vóór de feitelijke opening van het congres was deze vraag al beantwoord. In de straten van Boulogne klonk reeds het praten van de bijna 700 congresgangers uit 20 landen. Zij spraken de taal alsof het hun moedertaal was, en zij verstonden elkaar! Het enthousiasme van de congresgangers werd nog verder aangewakkerd, toen Dr. Zamenhof tijdens de openingszitting zijn veeltalig gehoor in een genuanceerd en perfect te begrijpen Esperanto toesprak. De taal had de toets doorstaan.
De Franse regering verleende Zamenhof het ordeteken van het Legioen van Eer. Maar Zamenhof zou liever op de achtergrond zijn gebleven. Hij had al bij het verschijnen van zijn eerste leerboek afstand gedaan van alle rechten op de taal en had haar in feite aan de gemeenschap van haar sprekers overgedragen. Ondanks dat Zamenhof de grondlegger was van het Esperanto, ontwikkelde de taal zich de eerste decennia op zijn eigen manier, deels onafhankelijk van hem door de taalgemeenschap die de taal is gaan gebruiken.
Het Esperanto kent geen autoriteit die welke rechten dan ook op de taal kan doen gelden. De taal is van niemand anders afhankelijk dan van haar sprekers. Er bestaat voor alle esperantisten slechts een bindend Fundamento de Esperanto (het "Taalfundament van het Esperanto"), dat de grondbeginselen van de taal bevat, de 16 basisregels, een woordenlijst van 1800 stamwoorden en een aantal oefeningen. Op het eerste congres werd dit Fundamento aanvaard. Binnen de regels van dit boekje kan de taal zich vrij ontwikkelen, zonder dat eerder geschreven stukken waardeloos worden en zonder dat de structuur van de taal wordt aangetast. Bovendien werd door dit congres een taalcomité benoemd, dat met het toezicht op de ontwikkeling van de taal werd belast.
Het Esperanto had in Boulogne-sur-Mer de vuurproef doorstaan, zodat men besloot elk jaar een congres te houden, telkens in een ander land. De taal verbreidde zich naar alle landen en vond aanhangers in alle kringen van de maatschappij. Er ontstonden onder de esperantisten verschillende groeperingen, die de taal in eigen kring propageerden en eveneens jaarlijks internationale congressen of conferenties hielden: wetenschapsmensen, pedagogen, katholieken, protestanten, socialisten, vrijdenkers, spoorwegpersoneel, enz., enz. Op al die bijeenkomsten trof men geen tolken, geen stuntelige redevoeringen, geen korte samenvattingen of halve vertalingen van wat een spreker wellicht in een gloedvol betoog presenteerde, maar een rechtstreeks en gelijkwaardig contact tussen alle deelnemers onderling.

### Homaranismo

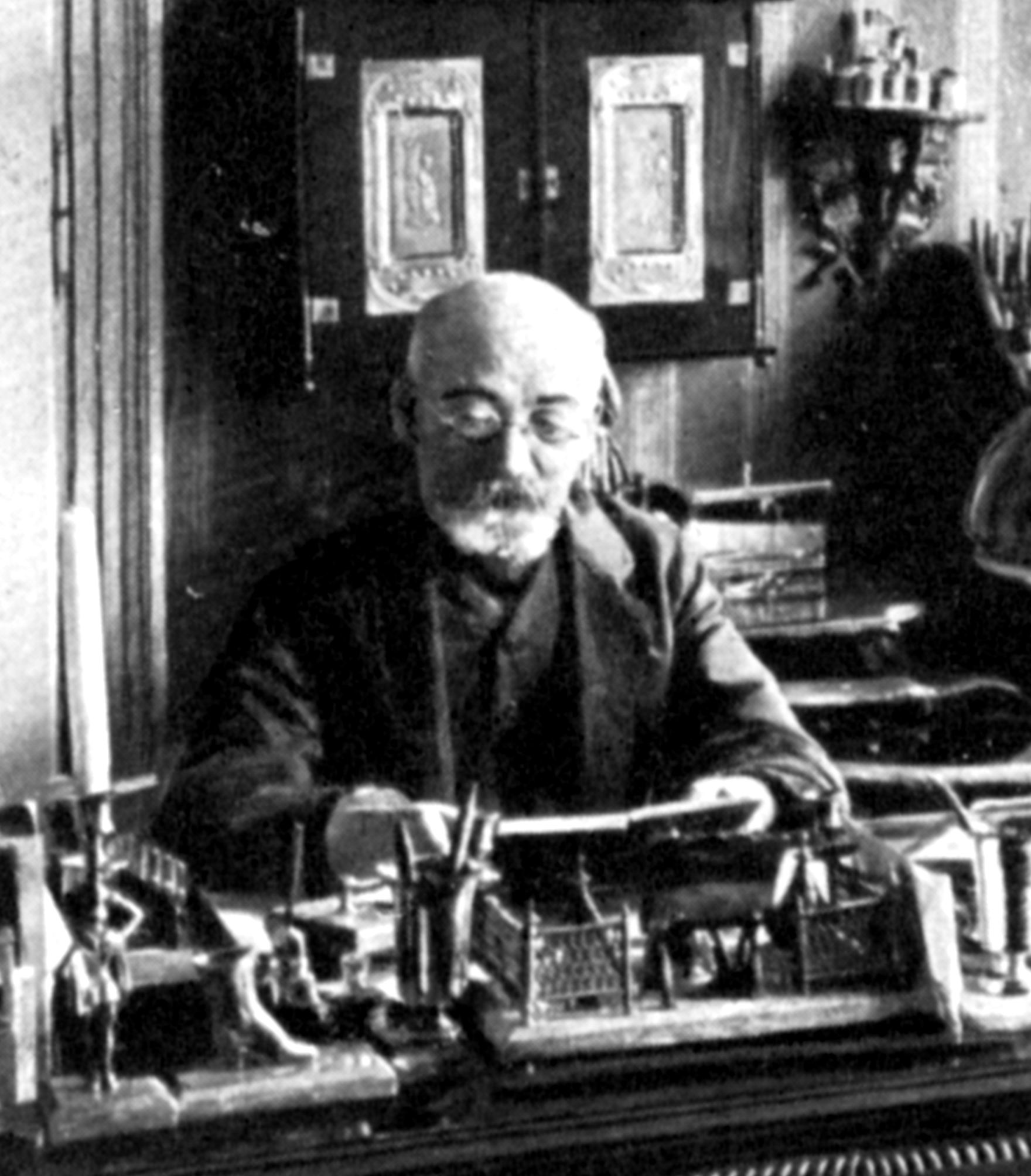
De oogarts Zamenhof in zijn werkkamer in Warschau, ca. 1910

Zamenhof had ook duidelijke ideeën over hoe mensen met elkaar zouden moeten omgaan. Die ideeën zijn bekend onder de naam Homaranismo, dat de gelijkwaardigheid van alle mensen en religies benadrukt en streeft naar een neutrale, algemeen menselijke ethiek.
Homaranisme (ook wel Hillelisme genoemd, naar de rabbijn Hillel) is niet zo succesvol als Esperanto, toch heeft het tot op de dag van vandaag zijn voorstanders.

## Dood

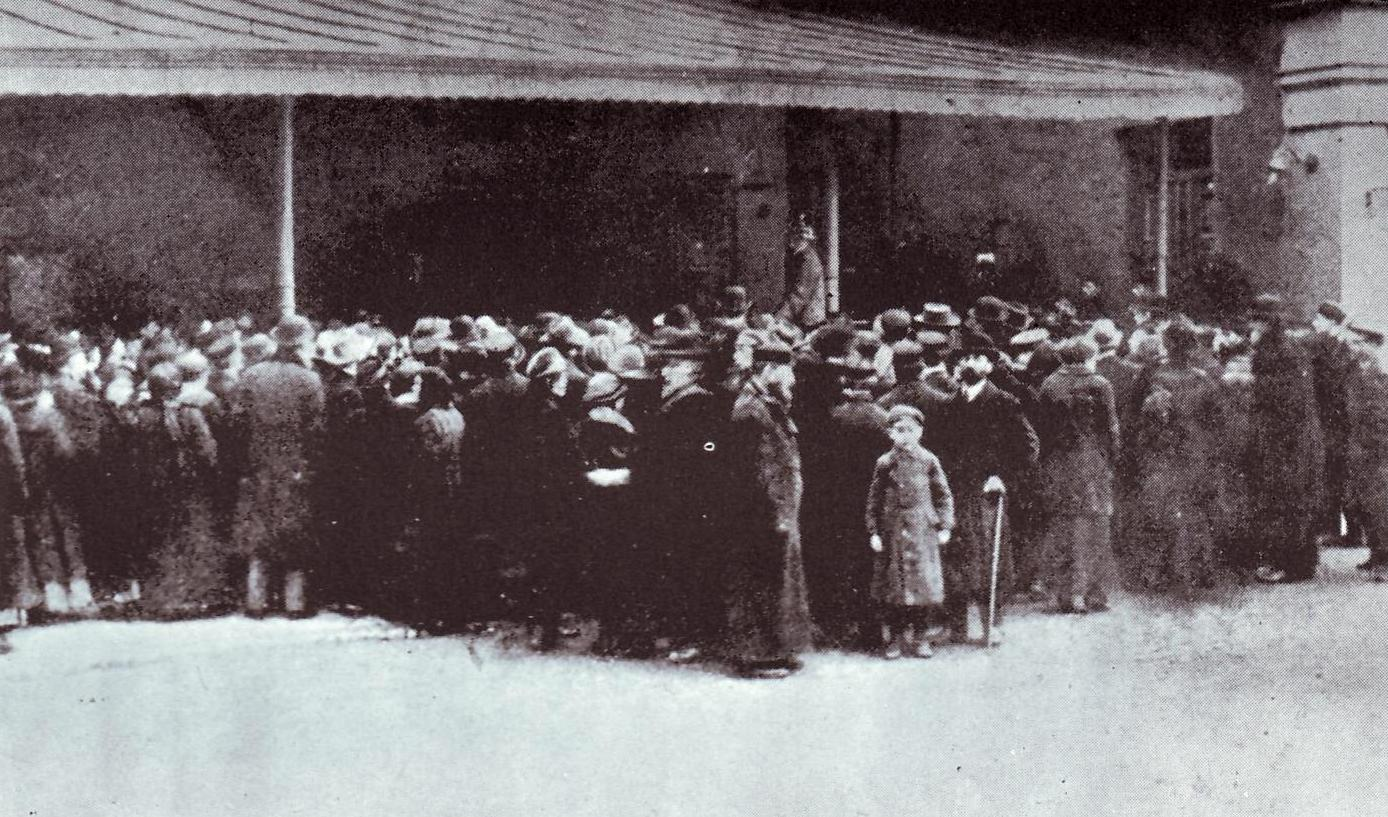
Begrafenis van Zamenhof in 1917; de Duitse majoor Neubarth spreekt namens de buitenlandse esperantisten

Zamenhof bleef nog tot het einde van zijn leven werken aan vertalingen in het Esperanto. Op 14 april 1917 overleed Zamenhof die lange tijd hart- en longklachten had, op 58-jarige leeftijd. Hij werd begraven op de Joodse begraafplaats aan de Okopowastraat in Warschau.

## Nageslacht
De kinderen van Zamenhof leerden alle drie Esperanto. Adamo werd evenals zijn vader oogarts, Sofia werd arts en Lidja studeerde rechten maar wijdde zich daarna geheel aan het Esperanto. Zij vertaalde het boek 'Quo vadis' van de Poolse schrijver Sienkiewicz en enkele andere klassieke Poolse werken in het Esperanto. Ze gaf binnen en buiten Europa Esperantoles volgens de Cseh-methode.
In 1939 werd de woning van de Zamenhofs bij een bombardement getroffen. Adamo, zijn vrouw en zusters werden gearresteerd. In 1940 werd Adamo door de nazi's vermoord. Zijn vrouw en zusters werden vrijgelaten, maar kwamen een jaar later in het getto van Warschau terecht. Zijn beide zusters zijn van daaruit vervoerd naar het concentratiekamp Treblinka waar beiden zijn vermoord. Alleen de vrouw van Adamo zag kans met hun 15-jarige zoon Ludoviko tijdens een transport te ontsnappen. Zij overleefden de oorlog. Door een verkeersongeval kwam zij in 1954 om het leven. De kleinzoon van Zamenhof, Ludoviko Zamenhof, woont in Parijs en is regelmatig als eregast aanwezig op Esperanto-wereldcongressen.